# 終局判決
終局判決（しゅうきょくはんけつ）とは、特に民事訴訟において、その審級における訴訟係属を終結させる判決をいう。刑事訴訟における判決は常に終局判決である。下級審の下した終局判決には法定の上訴期間内に上訴をすることができるのが通常である。
終局判決のほか、民事法では、民事執行法や破産法などにおいて決定で終局裁判（しゅうきょくさいばん）がなされることもある。民事保全法制定前は、保全事件について口頭弁論がなされたときは判決で終局したが、現在は口頭弁論がなされても決定で終局する。